# Shelfordia novaguinensis
Shelfordia novaguinensis är en stekelart som först beskrevs av Szepligeti 1900.  Shelfordia novaguinensis ingår i släktet Shelfordia och familjen bracksteklar. Inga underarter finns listade i Catalogue of Life.